# Erika Strand Berglund
Erika Strand Berglund, född 23 april 1975, är en svensk författare och radiopratare. Strand Berglund har skrivit boken Kvinnor som älskar bögar och bögar som älskar kvinnor , som tar upp relationen mellan homosexuella män och kvinnor. Strand-Berglund har även skrivit två stycken kokböcker, Så klart du kan! (2002) och Så klart du kan laga vegetariskt! (2005).
Strand-Berglund arbetade under 2008 och 2009 som redaktör för radioprogrammet Äntligen Morgon, med Adam Alsing och Gry Forssell på Mix Megapol.
På Mix Megapol har hon även haft ett eget radioprogram tillsammans med Daniel Breitholtz som kallades "Äntligen Helg med Breitholtz och Strand-Berglund". Tidigare var Carina Berg programledare tillsammans med Breitholtz, men när Berg lämnade programmet på grund av graviditet tog Strand-Berglund över. Programmet sändes från den 19 april 2008 till den 11 december 2009.
Förutom Mix Megapol har Strand-Berglund även arbetat med till exempel Morgonpasset i Sveriges Radio P3 och är nu (april 2010) som producent för Humorhimlen med Matilda Kihlberg.